# سد ارکنک
سد ارکنک (به ترکی استانبولی: Erkenek Dam) یک سد در ترکیه است که در استان آدیامان واقع شده‌است.